# Amundi
Amundi er en fransk investeringsvirksomhed, der havde aktiver under forvaltning for en værdi af 2 trillioner euro ved udgangen af 2021.
Selskabet blev etableret 1. januar 2010 ved en fusion mellem formueforvaltnings aktiverne i Crédit Agricole (Crédit Agricole Asset Management, CAAM) og Société Générale (Société Générale Asset Management, SGAM). Amundi Group har været børsnoteret på Euronext siden november 2015. Majoritetsaktionæren er Crédit Agricole S.A., som ejer 70 %.